# VxClusterServer
VxClusterServer（Veritas Cluster Server、VCS）とは、VERITAS社による高可用クラスターパッケージのことである。
2015年リリースのVersion 7.0からはVeritas Infoscale Availabilityに含まれるクラスターサービスという位置づけとなっている。

## 名称
正式名称は「Veritas Cluster Server」である。

## 概要
商用UNIXへの基幹機能提供をビジネスとするVERITAS社において、当初、商用UNIXでシェアトップであり、クラスターパッケージの無かったSUNのSolaris向けに出荷されていたが、2008年現在はHP-UX、AIX、Windows、VMwareに向けても製品出荷が行われている。
高可用クラスターとして、アプリケーションのサービスへの仮想IPの付与やネットワークインターフェースカード (NIC)のOSに寄らない切り替え手段の実装など、普遍的な機能をいち早く実装しており、多くのユーザにて使用されている。
また、独立ソフトベンダとして論理ボリュームマネージャパッケージでトップシェアを誇る自社製品でもあるVxVMとの親和性も高く、商用UNIXでのヘテロジーニアス環境での同一操作性を提供できるという強みもある。
競合製品には以下がある。
- オラクルのOracle Solaris Cluster（旧称Sun Cluster）
- ヒューレットパッカード (HP) のMC/ServiceGuard
- IBMのPowerHA（旧称HACMP）
- 日本電気のClusterPro